# Horqueta
Horqueta ist eine Stadt und Distrikt im Departamento Concepción im Zentrum Paraguays. Er hat etwa 60.700 Einwohner. Der Ortsname bedeutet Straßengabelung. Horqueta liegt auf einem Hügel, etwa 50 Kilometer östlich von Concepción und 428 km von Asunción.

## Geschichte
Die Stadt wurde am 10. Mai 1793 gegründet und begann ihren Ursprung mit einer Kapelle.
Von 1909 bis 1960 verband eine 56 km lange Schmalspurbahn, die Ferrocarril del Norte, Horqueta mit Concepción.

## Wirtschaft
Es wird vorwiegend Landwirtschaft und Viehzucht betrieben. Horqueta bezeichnet sich als die Hauptstadt der Stevia rebaudiana – Süßkraut,  Honigkraut, das ursprünglich aus Paraguay stammt. Weitere Erzeugnisse sind: Kreuzblättrige Wolfsmilch, Baumwolle, Bohnen, Maniok, Mais, Obst. Außerdem werden Lederwaren hergestellt. Die wirtschaftliche Entwicklung ist momentan durch zwei Guerillagruppen ins Stocken geraten, die in der Nähe von den paraguayischen Streitkräften bekämpft werden.

## Guerillagruppen
Die EPP (Ejército del Pueblo Paraguayo – Paraguayische Volksarmee) ist eine der jüngsten Rebellengruppen Südamerikas. Sie formierte sich im Jahr 2008, aber ihre Ursprünge begannen bereits 1992 kurz nach Einführung der Demokratie im Jahr 1990 nach dem Sturz Alfredo Stroessners. Sie besteht nur aus etwa 30 Kämpfern und operiert vorwiegend im Distrikt Horqueta und Umgebung. Sie hat eine marxistisch-leninistische Ideologie und will das bürgerlich-liberale Parlamentssystem abschaffen, um es durch ein Regime von Volkskongressen zu ersetzen. Sie erzielt Einnahmen durch Entführungen, Überfälle und Erpressungen, letzteres vor allem von den Marijuanaproduzenten in der Gegend. Die Regierung erkennt die Gruppe nicht als Aufständische an, sondern betrachtet sie als kriminelle Vereinigung. Bis zum Amtsantritt des Präsidenten Horacio Cartes 2013 war nur die Polizei für die Bekämpfung dieser Gruppe zuständig. Aufgrund der hohen Korruption in diesen Reihen waren die Erfolge sehr gering. Cartes ließ im Parlament das Gesetz reformieren, um den Einsatz der nationalen Streitkräfte zu erlauben. Er schuf die FTC (Fuerza de Tarea Conjunta). Im Jahr 2014 spaltete sich ein Teil der Rebellen von der EPP ab und gründete die ACA (Asociación Campesina Armada). Im Januar 2015 wurde deren Anführer Albino Lara von den Streitkräften in Horqueta erschossen.

## Klima
Die Temperaturen steigen im Sommer bis auf 40  °C und können im Winter bis auf −2 °C fallen. Die Jahresdurchschnittstemperatur liegt bei 20 °C. Die Regenzeit reicht von November bis Januar, die trockensten Monate sind Juni bis September.